# ۱۲۰ ساله بشوی
عبارت ۱۲۰ ساله بشوی (عبری: עד מאה ועשרים שנה‎) یک دعای ایرانی است که به یهودیت هم راه یافته است.
در دوران هخامنشیان سال کبیسه وجود نداشت همیشه اسفند ماه ۲۹ روز بوده، در گاه شمار خورشیدی آن زمان هر چهار سال یک روز اضافه بود که طی ۱۲۰ سال دقیقا یک ماه کامل ذخیره می شد که آن سال را بجای ۱۲ ماه ۱۳ ماه قرار می دادند و در ماه آخر هیچکس کار نمی کرد و همه به خرج شاهنشاهی به جشن و پایکوبی می پرداختند، به دلیل بزرگی و بی همتا بودن چنین جشنی در آن زمان، بین ده ها جشنی که ایرانیان برگزار می کردند، مردم همه برای هم دعا می کردند تا ۱۲۰ ساله شوند و حداقل یک بار چنین جشن بزرگی را ببینند.
به این سالهای ۱۳ ماهه سالهای بهترک یا بهیزک یا وهیجک می گفتند که در ایران جایگاه بسیار ویژه ای داشته.
ایرانیان این سال را بسیار خوش یمن می دانستند و در آن جشن های زیادی برپا می کردند.

البته عده ای از یهودیان منبع این دعا را باب ۶ بند ۳ کتاب سفر پیدایش معرفی می کنند
به گفته آنان چون در کتاب سفر تثنیه باب ۳۴ بند ۷ نوشته شده است موسی چون وفات یافت، صد و بیست سال داشت اما مهم تر از آن، این است که ذکر شده است در هنگام وفات نه چشمش تار بود و نه قوتش کم شده بود. به همین دلیل مردم یهودی برای همدیگر دعا می‌کنند که ۱۲۰ ساله شوند و سوی چشمانشان ضعیف نشود و قدرتمند باشند.
اگرچه این بیشتر ادعایی برای مالکیت پیدا کردن بر این دعا و یا اصطلاح رایج به نظر می رسد تا یک عقیده و تفکر پشت این گفتار.